# Dinastia Zagüe
La dinastia Zagüe o Zagwe va ser una dinastia medieval que governà a Etiòpia entre els anys 1137 i 1270, quan Yekuno Amlak derrotà i matà en batalla el darrer emperador Zagüe. Sembla que el nom Zagüe prové de la frase en gueez Ze-Agaw, que significa 'd'Agaw', i es refereix a la gent del poble agaw. El monarca més conegut n'és el rei Gebra Maskal Lalibela, a qui s'atribueix la construcció de les esglésies rupestres de Lalibela. La seua capital era la ciutat de Roha, també coneguda com Adaffa, i actualment com Lalibela, a la província de Lasta.
David Buxton afirma que les àrees sota el domini directe dels reis Zagwe, a part del centre de poder a Lasta, "probablement van abraçar les terres altes de l'Eritrea moderna, Tigray, Waag i Bete Amhara i des d'allí cap a l'oest cap al llac Tana (Begemder)."

## Història

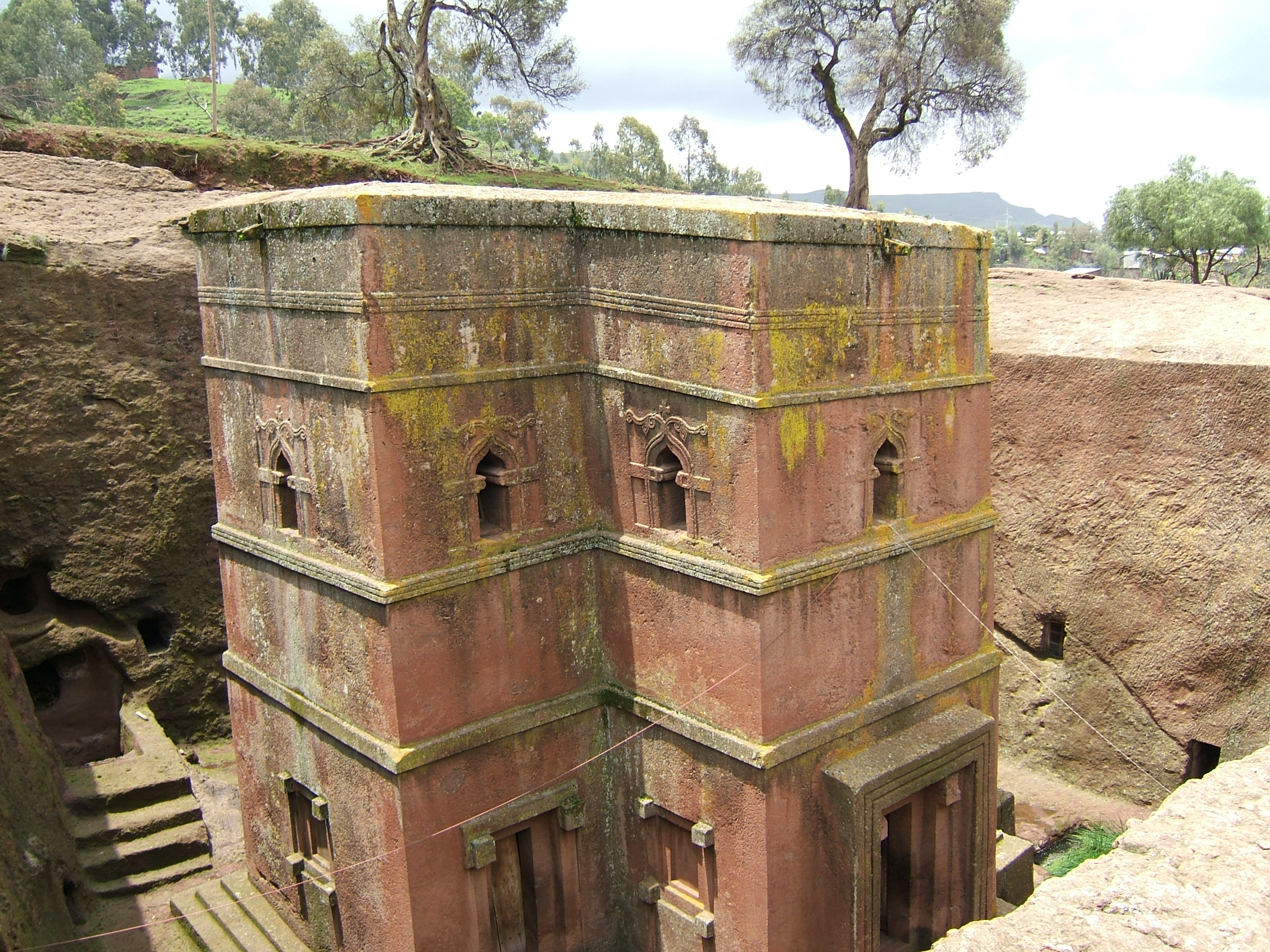
Esglésies rupestres de Lalibela

Al voltant del 960 els exèrcits de la reina Gudit (o Judith) destruïren el que havia estat el gran Regne d'Axum. Durant 40 anys hi governà sobre les seues restes, i li passà el poder als seus descendents, començant així una era fosca en la història d'Etiòpia, de la qual no es té més informació.
Segons els relats tradicionals d'Etiòpia, el darrer rei de la dinastia inaugurada per Gudit fou enderrocat per Mara Takla Haymanot al 1137, que, en casar-se amb una filla del darrer rei d'Axum, Dil Na'od, va obtenir el control del país, i donà origen a la dinastia Zagüe.
El període més conegut de la dinastia Zagüe és el regnat de Gebra Maskal Lalibela, entre els anys 1185 i 1225. És conegut perquè durant el seu regnat s'excavaren les esglésies rupestres de Lalibela a la capital del regne, que prengué de llavors ençà el nom del monarca. A més, durant el seu regnat, s'enviaren dues ambaixades al Caire, al 1200 i 1209.
Algunes fonts (com la Crònica de París i els manuscrits Bruce 88, 91 i 93) donen els noms d'onze reis que van governar durant 354 anys; d'altres, entre ells el llibre que Pedro Páez i Manuel de Almeida van veure a Axum, n'enumeren només cinc que van governar 143 anys. Paul B. Henze informa de l'existència d'almenys una llista que conté 16 noms.
No hi ha certesa sobre el nom del darrer rei Zagüe. Algunes cròniques de l'època i tradicions orals assenyalen que hauria estat un rei anomenat Za-Ilmaknun, que segons Taddesse Tamrat seria el pseudònim (traduït com 'el desconegut' o 'l'ocult') de Yetbarak. Altres versions remarquen que després del regnat de Yetbarak, se succeïren Mairari i Harbai.